# Неверов, Святослав Витальевич
Святослав Витальевич Неверов (5 февраля 1924, Харбин, Китай — 14 июня 1991, Москва) — советский лингвист-японист и переводчик, доктор филологических наук, профессор, преподаватель МГИМО МИД СССР, специалист по культуре речи в современной Японии. Лауреат Государственной премии СССР (1972).

## Биография
Родился в Харбине (Китай). Отец Виталий Тимофеевич работал бухгалтером. Закончив обучение в 1-й Правительственной гимназии в 1939 году, поступил в Северо-Маньчжурский университет. Окончил университет в 1942 году по специальности «конторщик, кандидат коммерческих наук». Работал в университете преподавателем японского языка. В 1942 году стал чиновником в государственном коммерческо-промышленном кооперативном банке. По окончании войны с Японией в 1945 году прибыл в Советский Союз, работал переводчиком на спецобъекте № 45. Участвовал в качестве переводчика в Токийском процессе. В 1946 году был переведен в Красногорский лагерь № 27 (Подмосковье).
С 1948 году преподавал на кафедре японского языка Московского института востоковедения, которой руководил акад. Н. И. Конрад. В 1951 году экстерном окончил японское отделение МИВ. С 1954 года работал в МГИМО МИД СССР. Защитил кандидатскую диссертацию «Иноязычные слова в общественной языковой практике современной Японии». Докторская диссертация «Основы культуры речи современной Японии» была защищена в 1975 году.
В 1972 году был удостоен Государственной премии за участие в коллективной работе над «Большим японско-русским словарем» (1970). Продолжал переводческую работу, в том числе как синхронный переводчик. С 1978 года — профессор.

## Научная деятельность
Большинство научных работ освещают различные аспекты современного разговорного японского языка. Этой проблематике посвящена докторская диссертация «Основы культуры речи современной Японии» (1975) и монография «Общественно-языковая практика современной Японии» (1982). В последней работе автор характеризует одно из направлений японской лингвистики, т. н. школу «языкового существования», возникшую в послевоенный период. Начало исследованию этой концепции положил Н. И. Конрад. В центре внимания этой школы — проблемы коммуникации и функционирования языка, вопросы рационализации коммуникаций, типология речевых действий и основные правила их проявления. Неверов анализирует формирование и причины появления этой концепции. По Неверову, «термин „языковое существование“ подразумевает прежде всего жизнь человека в одном из ее социальных проявлений — в языке… термин „языковое существование“ понимается как бытие человека, проявляющееся в его действиях, связанных с речевым общением, которые и составляют полноценность человеческой жизни и противопоставляют его как существо социальное животному миру».
В статьях 70-80-х годов исследователь особое внимание уделяет гонофирической системе (то есть формам вежливости) японского языка и ее современному состоянию. На материале японской рекламы рассматривает текст как социальную ситуацию. Изучает язык массовой коммуникации в современной Японии, позицию говорящего и слушающего в речевой практике японцев.
С. В. Неверов был составителем большого количества словарей и разговорников. Принимал участие в составлении двухтомного «Большого японско-русского словаря» (1970), содержащего более 100000 слов и выражений.

## Основные работы
- Учебное пособие по японскому языку для старших курсов. М., 1955. 126 с.
- Deutsch-russischer Sprachführer. M.: Verlag für fremdsprachige Literatur, 1955. 194 S.
- English-Russian phrase-book: (A pocket interpreter).M.: Foreign languages publ. house, 1955. 199 p.
- Кратък българско-руски разговорник. М.: Кн-во на чужди езици, 1955. 158 с.
- Guía de la conversación español-ruso. M.: Ed. en lenguas extranjeras, 1955. 189 с.
- Guide parlé français-russe.2-me éd. M.: Ed. en langues étrangères, 1956. 170 с.
- Frasario italiano-russo. M.: Edizioni in lingue estere, 1958. 158 с.
- Краткий монгольско-русский разговорник. М.: [б. и.], 1959. 151 с.
- Guia de conversação português-russo. M.: Ed. em línguas estrangeiras, 1958. 167 с.
- Русско-японский учебный словарь: 11 500 слов. М.: Сов. энциклопедия, 1968. 397 с.
- Краткий русско-японский разговорник. Баку: Гянджлик, 1969. 27 с.
- Svensk-rysk parlör. 3e omarb. och utökade uppl. M.: Ryska språket, 1979. 191 с.
- Общественно-языковая практика современной Японии. М.: Наука, 1982. 149 с.
- Карманный русско-японский словарь: Ок. 10000 слов. 2-е изд., перераб. и доп. М.: Рус. яз., 1982. 312 с.
- Русско-японский разговорник. 2. изд., испр. М.: Живой яз., 1998. 319 с.